# 龙启
龙启（933年1月或2月—935年2月6日）是闽惠宗王延钧的年号，共计2年。这是闽国使用的第一个自己的年号。

## 改元
- 長興四年——正月（933年1月29日－2月26日），王延鈞稱帝，建立閩國，改元龍啟。[2][3][4]
- 龙启二年——正月初一·丙申（935年2月6日），閩國改元永和。[5][6][7]
- 龙启年间，铸“龙启通宝”[8]。

## 紀年對照表
| 龙启 | 元年  | 二年  |
| ---- | ----- | ----- |
| 公元 | 933年 | 934年 |
| 干支 | 癸巳  | 甲午  |

## 同期存在的其他政权年号
- 中國
  - 長興（930年－933年）：後唐—李嗣源之年號
  - 应顺（934年）：後唐—李從厚之年號
  - 清泰（934年－936）：後唐—李從珂之年號
  - 大和（929年－935年）：吳—楊溥之年號
  - 大有（928年－942年）：南漢—劉龑之年號
  - 明德（934年－937年）：後蜀—孟知祥之年號
  - 大明（931年－937年）：大義寧—楊干真之年號
  - 天顯（926年－938年）：契丹—耶律阿保機、耶律德光之年號
  - 甘露（926年－936年）：東丹—耶律倍之年號
  - 同慶（912年－966年）：于闐—尉遲烏僧波之年號
- 朝鮮半島
  - 天授（918年－933年）：高麗—高麗太祖王建之年號
- 日本
  - 承平（931年－938年）：朱雀天皇之年号

## 參看
- 中國年號索引

## 深入閱讀
- 李崇智. . 北京: 中華書局. 2004年12月. ISBN 7101025129.
- 鄧洪波. . 臺北: 國立臺灣大學東亞經典與文化研究計劃. 2005年3月  [2022-01-03]. ISBN 9789860005189. （原始内容 (pdf)存档于2007-08-25）.

| 前一年號： 长兴 | 闽年号 933年1月或2月－935年2月6日 | 下一年號： 永和 |